# Премія Ганса Людвіга Ноймана
Премія Ганса-Людвіга-Ноймана (нім. Hans-Ludwig-Neumann-Preis) — нагорода Німецького астрономічного товариства, яку присуджують за видатну дидактичну роботу з викладання астрономії в школах. Розмір премії становить 1500 євро і може присуджуватися раз на два роки. Вона названа на честь Ганса Людвіга Ноймана.

## Лауреати
- 1996: Ганс Юнкер, Кельбе
- 1998: Лутц Леппл, Байндт
- 2000: Клаус Лінднер[de], Лейпциг
- 2002: Майкл Вінкхаус, Вупперталь
- 2007: Сесілія Скорца[de], Гейдельберг
- 2011: Олаф Фішер[d], Гайдельберг
- 2016: Майкл Гефферт[de], Бонн
- 2022: Мануель Фогель, Спайхінген
- 2024: Олівер Шварц, Зіген